# Bruce Armstrong
Bruce Charles Armstrong (7 de setembro de 1965, Miami) é um ex-jogador de futebol americano que atuava como offensive tackle na National Football League entre 1987 e 2000, jogando todos as quatorze temporadas pelo New England Patriots. Ele foi recrutado na primeira rodada (23ª escolha) no Draft de 1987, vindo da Universidade de Louisville. Ele, ao longo da carreira, foi eleito para seis Pro Bowls. Os únicos jogadores de linha ofensiva que atuaram em mais mais Pro Bowls do que ele pelos Patriot são John Hannah e Jon Morris. Armstrong é um dos apenas 11 atletas dos Patriots a ter sido eleito para o hall da fama do time e um de apenas sete jogadores a ter o seu número aposentado. Armstrong jogou em 212 (incluindo o último 118 de forma consecutiva), fazendo dele o jogador com mais partidas jogadas por New England. Os únicos jogos que ele não jogou foi na segunda metade do 1992, depois de romper o ligamento colateral medial e ter rompido o ligamento cruzado posterior do joelho direito contra o Buffalo Bills em novembro do mesmo ano. Embora temia-se que a lesão poderia encerrar sua carreira, Armstrong se recuperou e voltou na temporada seguinte. Ele e sua esposa, Melinda Yvette Armstrong, compraram recentemente um salão de beleza em Alpharetta, Geórgia. Eles têm dois filhos (Candace Lynne e Nicholas Charles).